# Łucja Bałzukiewicz
Łucja Bałzukiewicz (ur. 13 grudnia 1887 w Wilnie, zm. 11 maja 1976 w Lublinie) – polska malarka. Siostra malarza Józefa i rzeźbiarza Bolesława Bałzukiewiczów.

## Życiorys

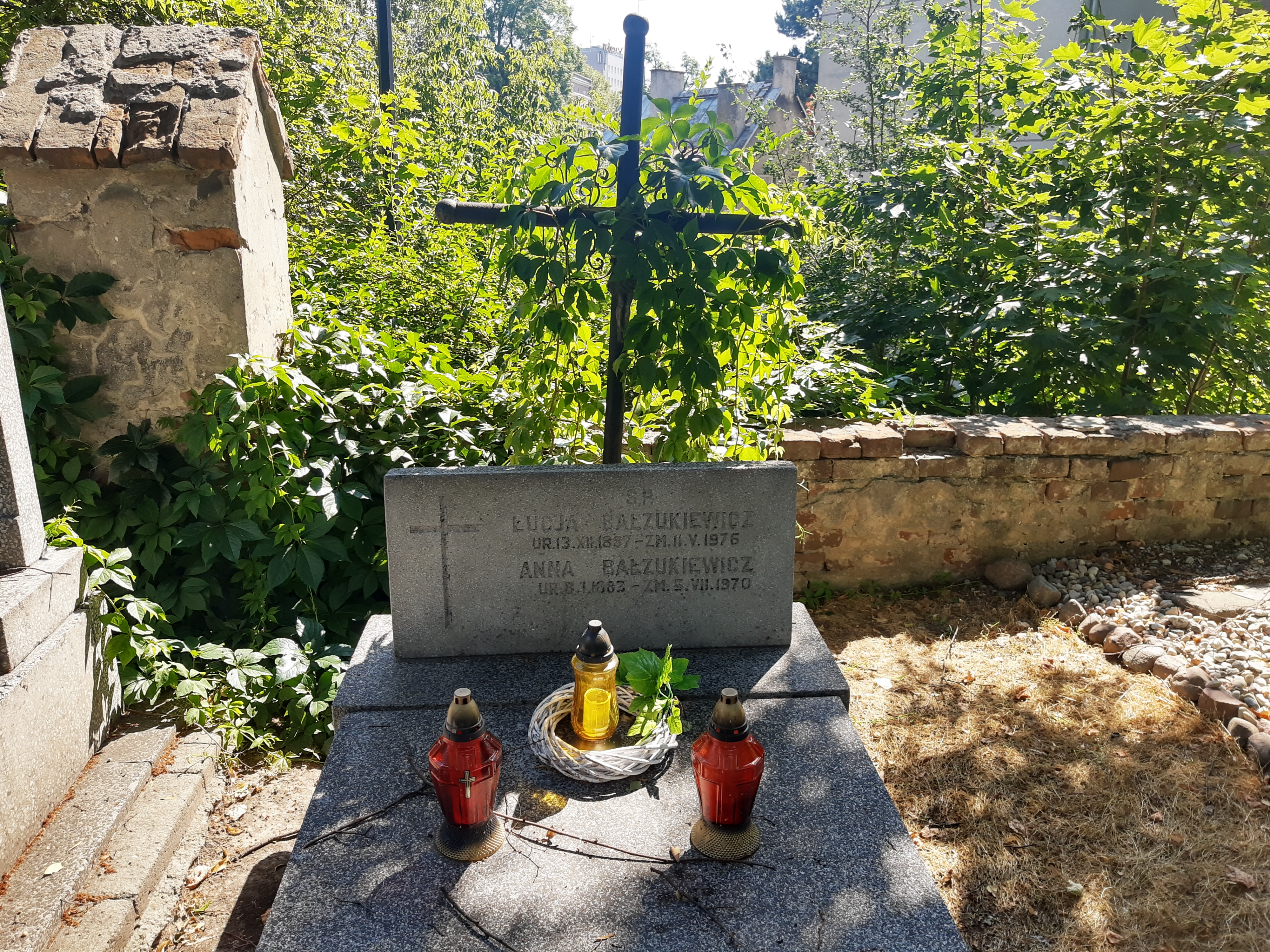
Grób Łucji Bałzukiewicz na cmentarzu przy ul. Lipowej

Uczyła się początkowo w domu, następnie w gimnazjum i wileńskiej Szkole Rysunkowej Iwana Trutniewa. W latach 1907–1909 przebywała w Paryżu, ucząc się malarstwa u Olgi Boznańskiej i Henri Martina (1860–1943). W latach 1909–1946 mieszkała w Wilnie, ucząc rysunku w Państwowym Gimnazjum im. Joachima Lelewela. Od 1939 była członkiem Wileńskiego Towarzystwa Artystów Plastyków. W 1946 zamieszkała w Lublinie. Wstąpiła do Związku Polskich Artystów Plastyków. Od 1964 była członkiem grupy artystów plastyków „Zachęta". Jej twórczości poświęcone były dwie wystawy indywidualne w Galerii Biura Wystaw Artystycznych w Lublinie w latach 1962 i 1970.
Zmarła w Lublinie, została pochowana na tamtejszym cmentarzu rzymskokatolickim przy ulicy Lipowej (sek. 1, rz. 3).

## Twórczość

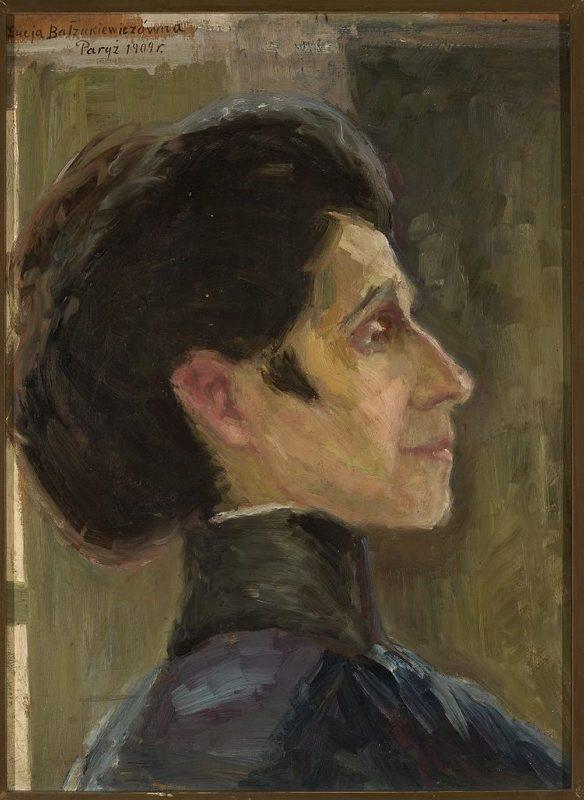
Portret Olgi Boznańskiej, 1909

Posługiwała się głównie techniką olejną. W jej twórczości widać wpływy Olgi Boznańskiej, u której studiowała w Paryżu. Z tego też okresu pochodzą liczne studia portretowe (m.in Portret Olgi Boznańskiej, 1909). W okresie wileńskim malowała głównie nastrojowe i realistyczne krajobrazy oraz obrazy sakralne. Tematykę jej dzieł stanowiły m.in. zabytkowe kościoły, rozstajne drogi leśne, młyny, krzyże i stare cmentarze Wileńszczyzny. W swoich pracach uwieczniała również miejsca związane z Adamem Mickiewiczem (ruiny dworku i zamku w Nowogródku). W 1919 przebywała przez kilka miesięcy w Krakowie i Zakopanem. Uwieczniła wówczas na płótnie m.in. Kopiec Kościuszki, Skałkę od strony Wisły, Giewont, Stary cmentarz w Zakopanem. W okresie powojennym namalowała obrazy o tematyce religijnej dla kościołów ziemi lubelskiej, nadal tworzyła także pejzaże (m.in. serię widoków ze Sławinka), studia portretowe i martwe natury.

## Wybrane dzieła

### Portrety
- Portret Olgi Boznańskiej (1909)
- Portret Cyganki (1909)
- Studium portretowe I (1910)
- Studium portretowe II (1910)
- Portret Ojca (1914)
- Portret siostry (1946)
- Autoportret (1965)

### Pejzaże
- Droga w Zelwie (1914) (do cyklu należą też Rozstajne drogi i Zelwa – pejzaż)[6]
- Rozstajne drogi z rozległej panoramy Trynopol pod Wilnem (1927)
- Trzy stogi[7]
- Sławinek – dwór (1947)
- Widok z okna – jesień (1955)
- Kościół św. Mikołaja – Lublin (1959)
- Kazimierz – zamek (1966)
- Żniwa na Sławinku (1968)

### Kwiaty i martwe natury
- Róże (1959)
- Nasturcje (1961)
- Astry i owoce (1964)

### Obrazy sakralne
- Św. Katarzyna Aleksandryjska – kolegiata w Krypnie (1922)
- Matka Boska Ostrobramska (kopia obrazu Matki Bożej z Ostrej Bramy w Wilnie) – bazylika archikatedralna w Białymstoku (1927)[8]

- Matka Boska Dobrej Rady – kościół w Dziadkowicach (ok. 1930)
- Św. Franciszek z Asyżu – kaplica w Udryczach (1933)[9]
- Chrzest Chrystusa – kościół w Łubinie Kościelnym (1938)
- Matka Boska Ostrobramska – kościół w Chodorówca (1947)
- Matka Boska Częstochowska – kościół w Kopisku (1951)
- Św. Teresa – kościół w Mońkach (lata 50. XX w.)
- Serce Pana Jezusa i Matka Boska z Góry Karmel – kościół w Osmoli (1952)[1]
- Miłosierdzie Boże – kościół parafialny w Horyszowie[potrzebny przypis]
- Matka Boża Nieustającej Pomocy – kościół parafialny w Rogóźnie[potrzebny przypis]
- Św. Antoni Padewski – kościół Podwyższenia Krzyża Św. w Księżopolu[potrzebny przypis]
- Trzy obrazy sakralne – kaplica św. Piotra i Pawła w Kornelówce[potrzebny przypis]
- Kopia obrazu M. B. Ostrobramskiej – Kaplica Dylewska w Kadzidle[potrzebny przypis]